# Sigues siendo Dios
Sigues siendo Dios es el nombre de un álbum de estudio del cantante y compositor mexico-estadounidense de música cristiana, Marcos Witt. El disco se lanzó en 2014 y fue nominado a los Grammy Latinos como el mejor álbum de música cristiana en español en 2014. De este álbum, se desprenden sus tres sencillos: «Somos», «Vivo para amarte» y «Alabemos», este último a dueto con el rapero T-Bone.

## Lista de canciones
| N.º | Título                            | Duración |  |
| 1.  | «Alabemos» (con T-Bone)           | 4:36     |  |
| 2.  | «Vivo para amarte»                | 3:51     |  |
| 3.  | «Nuestro salvador»                | 5:18     |  |
| 4.  | «Dios eres mío»                   | 5:22     |  |
| 5.  | «Algo sucede»                     | 2:55     |  |
| 6.  | «Mayor es Él»                     | 4:51     |  |
| 7.  | «Sigues siendo Dios»              | 3:34     |  |
| 8.  | «Eres santo»                      | 5:25     |  |
| 9.  | «Esperaré»                        | 3:58     |  |
| 10. | «Tiempo pa' brincar» (con T-Bone) | 3:12     |  |
| 11. | «Somos»                           | 4:08     |  |
| 12. | «La bendición»                    | 4:46     |  |

## Videos musicales y sencillos
Alabemos
Es el primer sencillo del álbum. Consta de un video acompañado de letras con una complicación de imágenes alusivas a la letra de la canción. Durante el videoclip, existe una breve aparición del cantante T-Bone, interpretando la canción.
Vivo para amarte
Es el segundo sencillo del álbum. Al igual que «Alabemos», es un video acompañado de letras con una complicación de imágenes alusivas a la letra de la canción. Durante el videoclip, Sergio González (músico de Marcos Witt) realiza una breve aparición tocando el talkbox.
Somos
Es el tercer sencillo del álbum. Es una recopilación del concierto realizado en Buenos Aires donde Marcos Witt interpreta la canción. Además, el videoclip une estás imágenes con otras de personas de todo tipo cantando la canción al mismo tiempo que Marcos Witt.